# Disclaimer

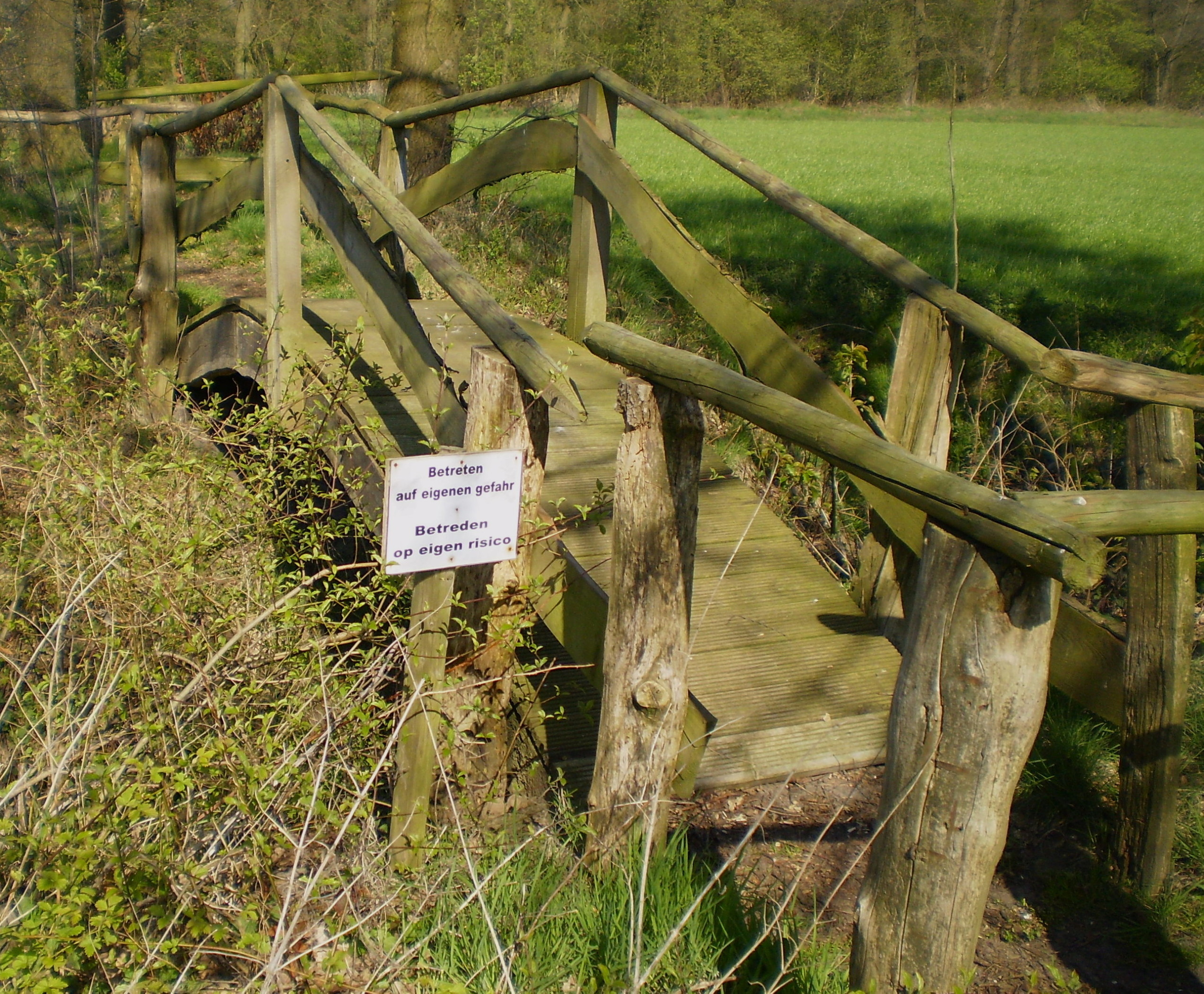
"Percorrere a proprio rischio"

Il disclaimer (anglicismo; in italiano: dichiarazione di irresponsabilità, dichiarazione di non-responsabilità, clausola di esonero da responsabilità, clausola di esclusione di responsabilità) è un'affermazione tesa a definire o delineare l’estensione, i diritti e gli obblighi tra due o più soggetti coinvolti in una relazione legalmente riconosciuta. In particolare, il termine "disclaimer" si applica principalmente nei casi in cui la suddetta relazione implichi un certo livello di rischio o di incertezza per almeno uno dei soggetti coinvolti; il disclaimer tende a circoscrivere e definire tali rischi.
Un disclaimer può specificare i termini e le condizioni di un contratto stipulato tra due singole parti, o può esplicitare i diritti e gli obblighi generalmente rivolti al pubblico (o ad una certa classe di persone) che accede ad un determinato servizio. Il disclaimer può essere utilizzato per prevenire un possibile uso improprio di un determinato servizio, in modo da limitare i rischi ed i pericoli per i fruitori stessi, o per minimizzarne gli effetti. Ancora, alcuni disclaimer possono sottendere la volontaria rinuncia, da parte dei fruitori, ad alcuni diritti, limitatamente all'accesso ad un particolare servizio. 
La presenza di un disclaimer in una relazione non garantisce necessariamente che, in una eventuale contesa legale, i termini in esso contenuti siano riconosciuti come vincolanti per le parti, né che sia riconosciuta valida la limitazione di responsabilità affermata. Esistono infatti numerose considerazioni ed eccezioni in ambito legale che possono rendere il disclaimer nullo per una o per entrambe le parti coinvolte.
Nella disciplina della registrazione dei marchi è necessario apporre un disclaimer quando si utilizza un termine descrittivo all'interno di un marchio complesso o composto, per chiarire che tale termine non sarà oggetto di esclusiva; il soggetto che registra quindi non avrà il diritto esclusivo di impedire l'utilizzazione, da parte di altre imprese, di tale parte del proprio marchio.
Spesso, nelle opere di finzione create a scopo di intrattenimento o parodistico, vengono inseriti esplicitamente disclaimer atti a informare gli utenti circa le finalità umoristiche e satiriche dell'opera, nonché a chiarire che tali contenuti non pretendono in alcun modo di corrispondere a realtà, soprattutto nei temi oggetti di grande dibattito pubblico.